# Lophotarsia acutivaluis
Lophotarsia acutivaluis là một loài bướm đêm trong họ Noctuidae.